# ESZ CFe 4/4
Als CFe 4/4 wurden die ab 1913 gelieferten elektrische Triebwagen der Elektrischen Strassenbahnen im Kanton Zug (ESZ) bezeichnet. Einer der CFe 4/4 der ESZ hatte den Spitznamen „Elefant“.

## Geschichte
Die Gesellschaft Elektrische Strassenbahnen im Kanton Zug (ESZ) eröffnete am 9. September 1913 die Überland-Tramstrecken Zug–Oberägeri, Zug–Baar–Thalacker und Nidfurren–Menzingen. Auf allen Strecken fuhren Triebwagen mit der Bauartenbezeichnung CFe 4/4. Diese fuhren in den ersten Betriebsjahren als Solo-Triebwagen und lösten die Automobilkurse ab, denn die zuvor eingesetzten neunplätzigen Orion-Autobusse waren nicht zuverlässig und mit ihren Vollgummirädern auf der ungeteerten Strasse nicht bequem.
Die Tram-Triebwagen fuhren solo oder, ab 1920, mit Beiwagen des Typs ESZ Personenwagen C 36 – C 38. Für den Güterverkehr kamen geschlossene und offene Güterwaggons zum Einsatz.
Es wurden drei CFe4/4 als Personentriebwagen beschafft (Nr., 1, 2 und 4). Der CFe 4/4 mit der Nummer 3 wurde als Gütertriebwagen mit der Bezeichnung Fe 4/4 und der ESZ-Nummer 21 beschafft.
Der Name „Elefant“ stammt vom grauen Farbanstrich, den der dritte CFe 4/4 anfänglich hatte. Dieser wurde 1916 infolge Fahrzeugknappheit  zum Personentriebwagen umgebaut. Der Trambetrieb auf diesen Strecken wurde 1953 eingestellt und wiederum durch Busse ersetzt. Die vier CFe 4/4 der ESZ wurden 1955 an Wynental- und Suhrentalbahn (WSB), Langenthal-Jura-Bahn (LJB) respektive die Oberaargau-Jura-Bahnen (OJB) verkauft. Der CFe 4/4 #3 ist heute als restaurierter Personentriebwagen im Zuger Depot Technikgeschichte ausgestellt.

Ehemalige Strassenbahn CFe 4/4 der Elektrische Strassenbahnen im Kanton Zug (ESZ), heute im Zuger Depot Technikgeschichte
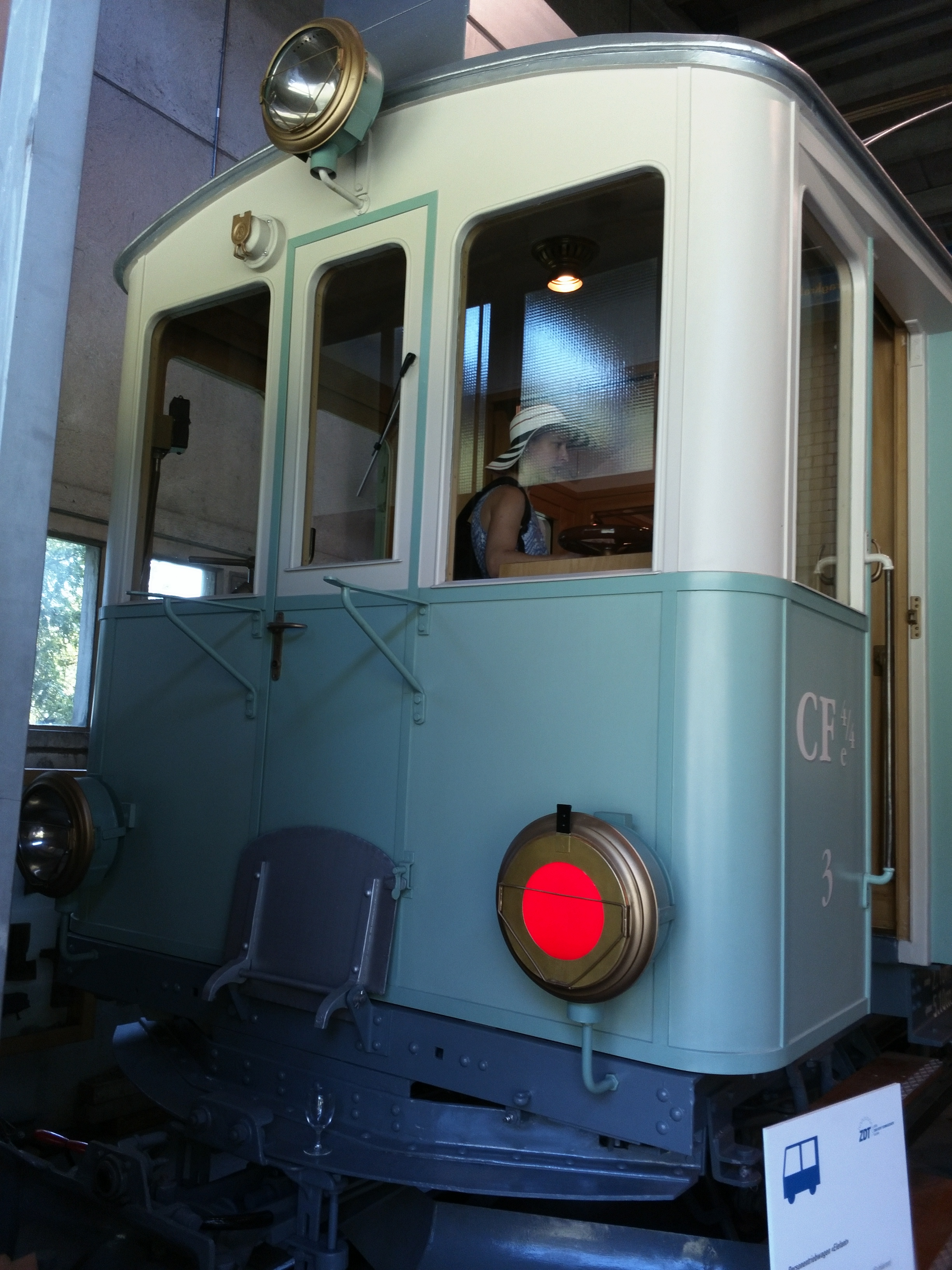
Front
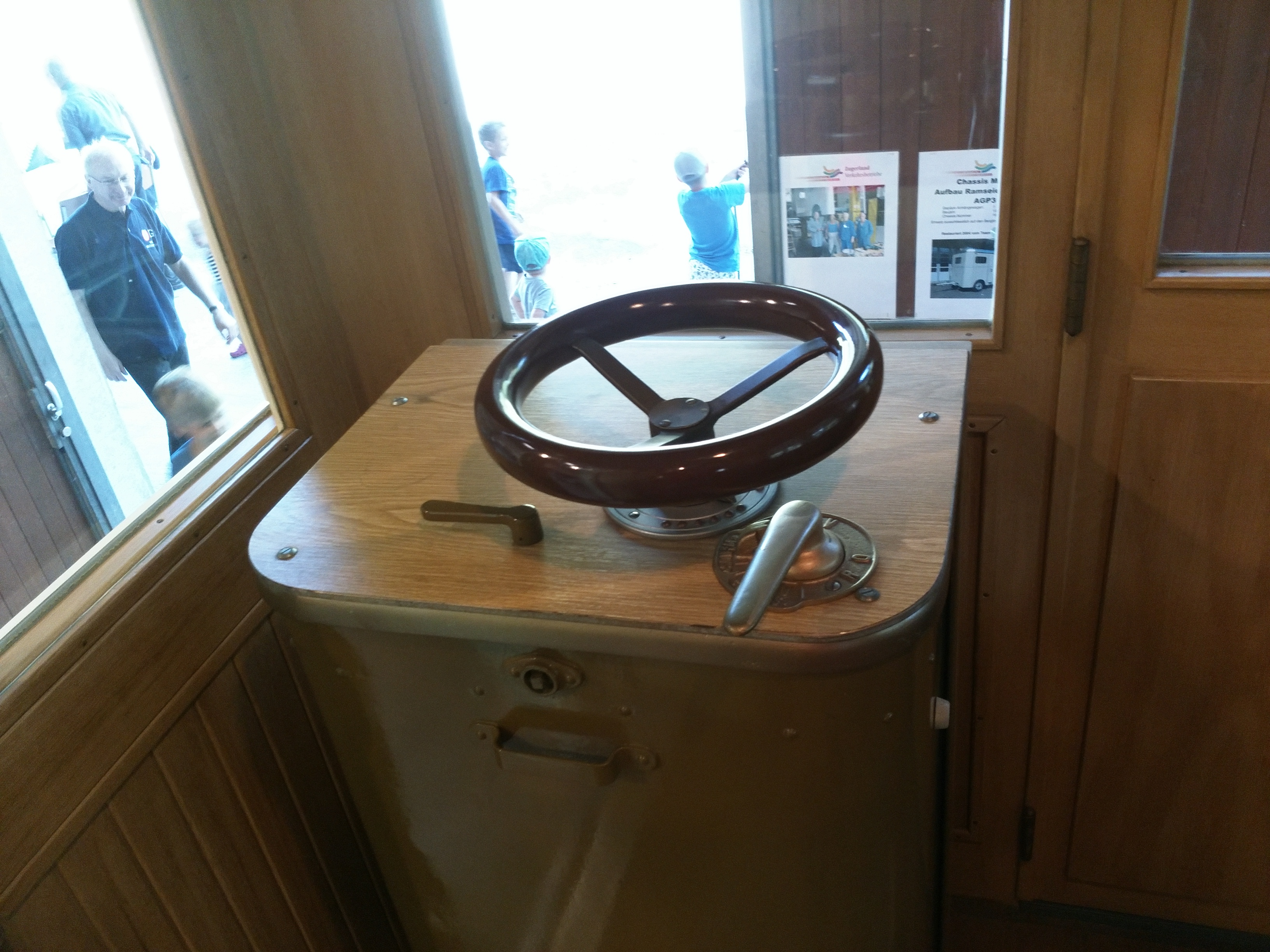
Führerstand links
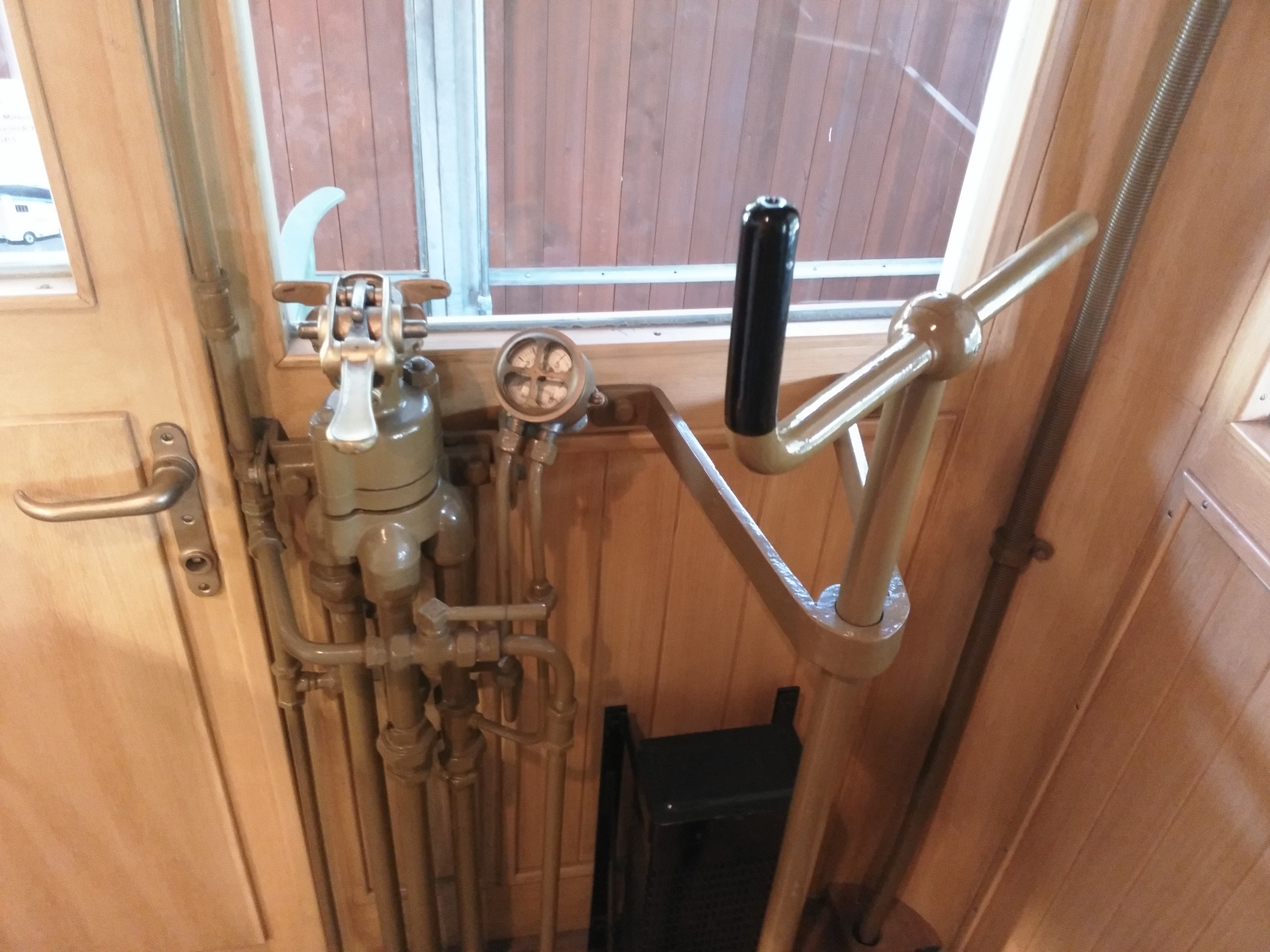
Führerstand rechts
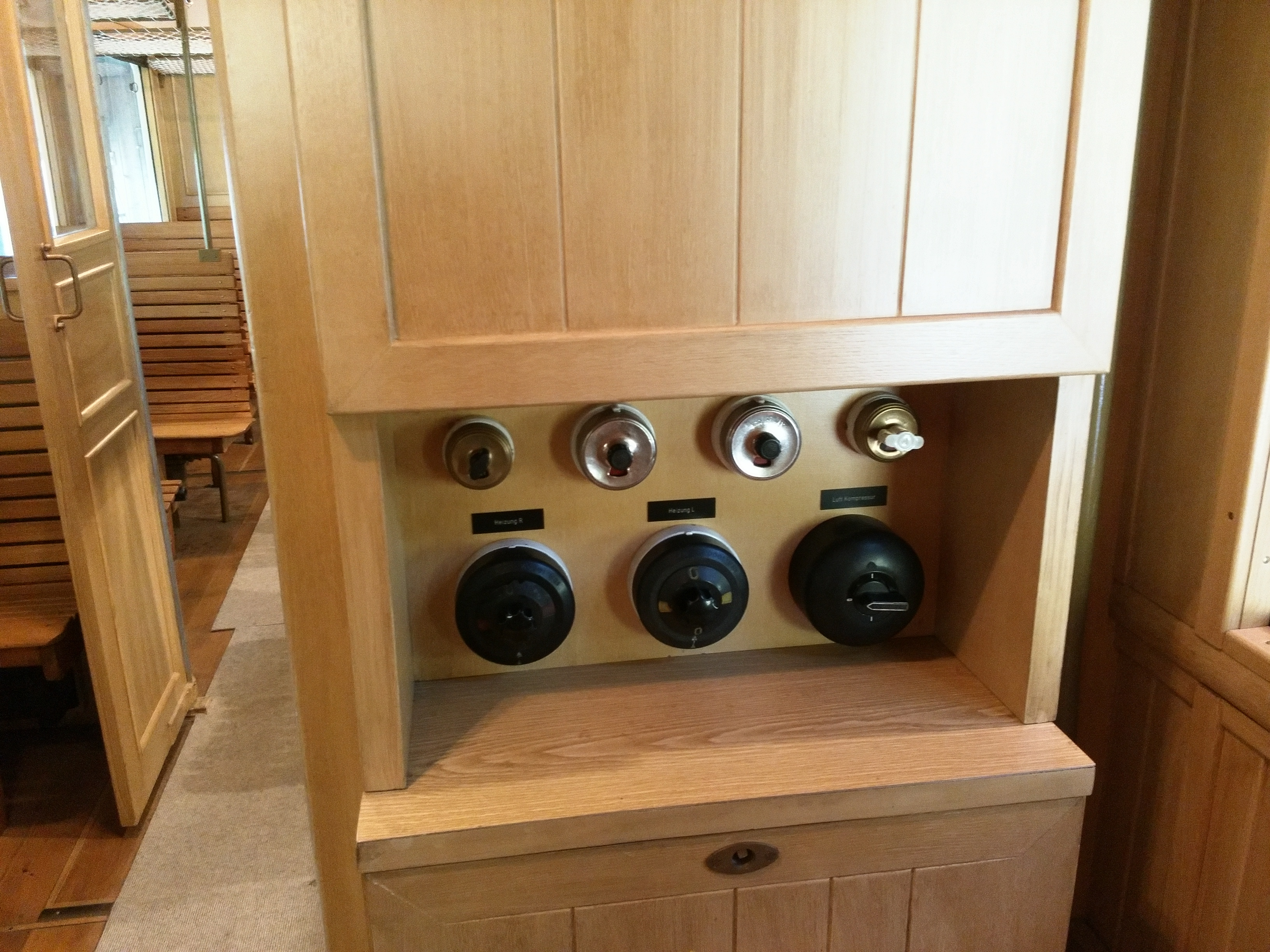
Heizung
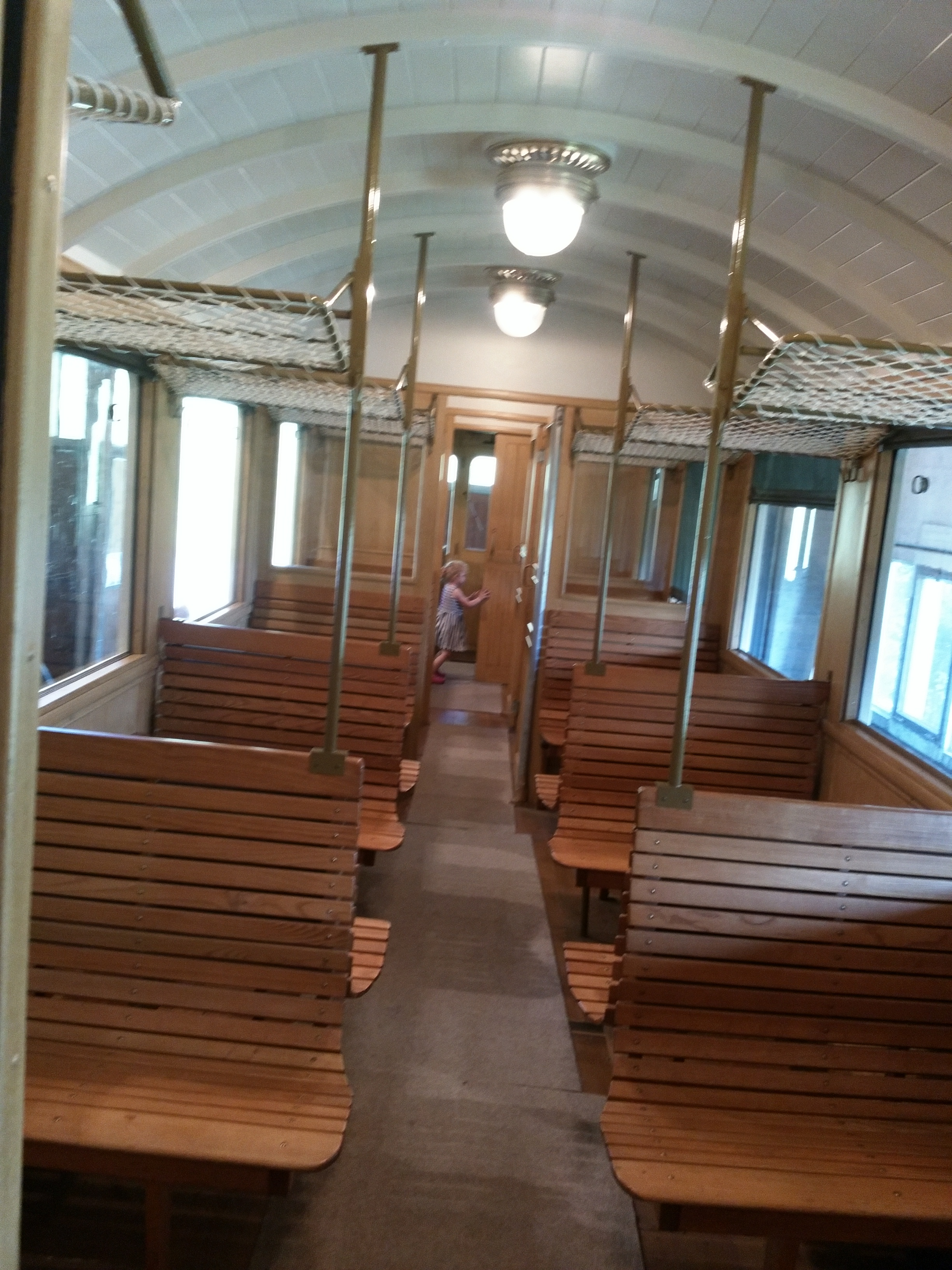
Passagierraum
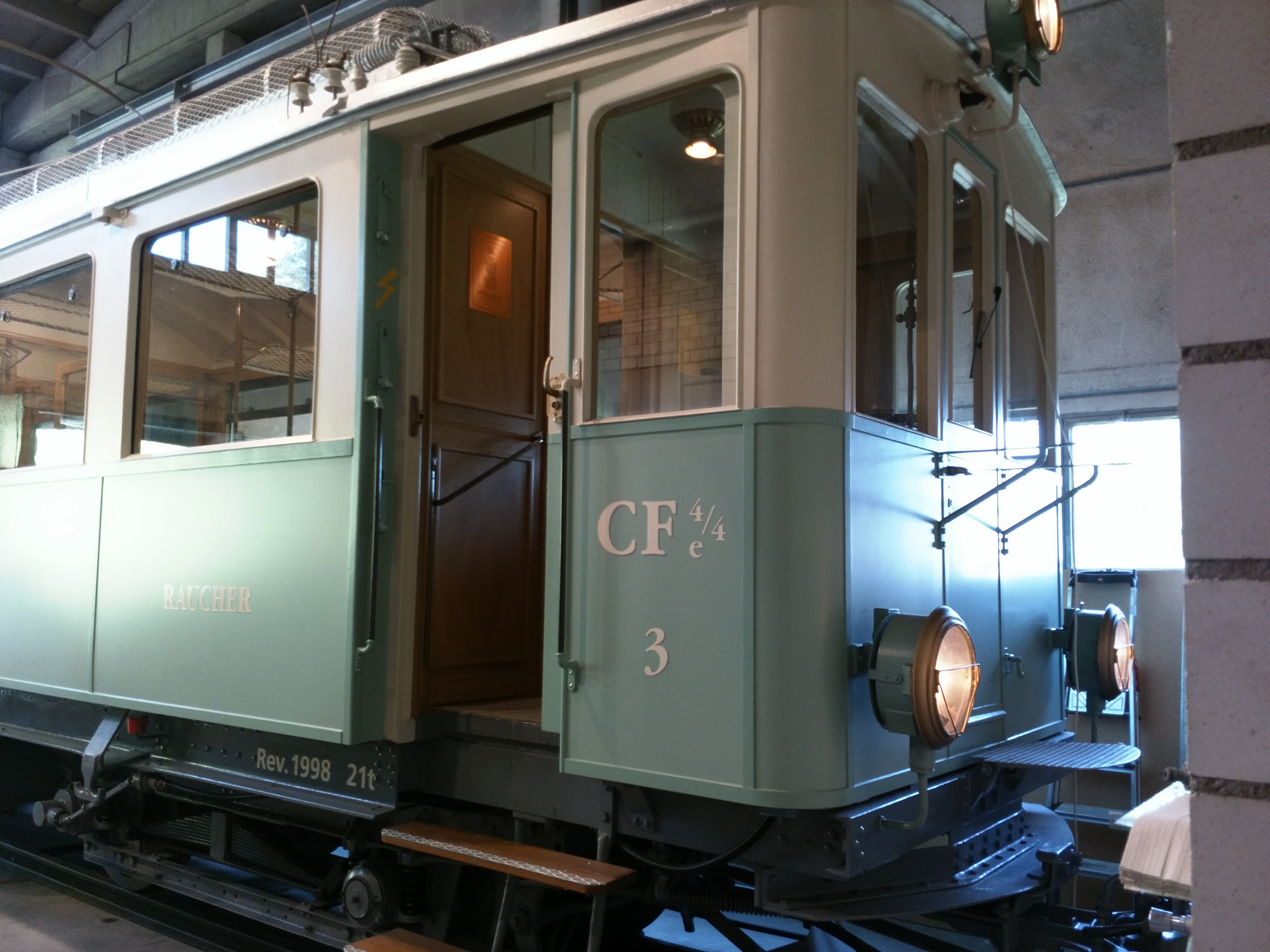
Heck

## Verbleib
Nach dem Ende des Strassenbahnbetriebes im Kanton Zug wurden alle Fahrzeuge verkauft. Heute ist noch der Anhänger C-37 bei der Jagsttalbahn erhalten, eine ESZ CFe 4/4 wurde wieder von Langenthal nach Neuheim ZG gebracht und in den Originalfarben restauriert. Dieser ESZ CFe 4/4 befindet sich heute im Zuger Depot Technikgeschichte.